# Die Bodega von Los Cuerros
Die Bodega von Los Cuerros er en tysk stumfilm fra 1919 af Erik Lund.